# Sherburn in Elmet
Sherburn in Elmet – miasto w Anglii, w hrabstwie North Yorkshire, w dystrykcie (unitary authority) North Yorkshire. Leży 21 km na południowy zachód od miasta York i 265 km na północ od Londynu. W 2001 miasto liczyło 6221 mieszkańców.